# 碘酸
碘酸（化学式：HIO3）比溴酸和氯酸稳定，可以呈晶体状态存在，110℃分解同时有一部分脱水形成三碘酸（HI3O8），195℃脱水成五氧化二碘（I2O5），易溶于水，为强氧化剂及强酸。

## 製備
碘單質可被硝酸、氯氣、過氧化氫等強氧化劑氧化，生成碘酸。
{\displaystyle {\ce {I2 + 6 H2O + 5 Cl2 <=> 2 HIO3 + 10 HCl}}}

## 性質
碘酸在酸性溶液中是強氧化劑：{\displaystyle {\ce {2IO3- + 12H+ + 10e- -> I2 + 6H2O}}}
它亦是種一元强酸，在水中電離生成碘酸根離子和氫離子。

## 用途
碘酸在分析化學中可用作滴定，常見的指示劑有甲基橙和甲基紅。
它已被用來合成碘酸鈉和碘酸鉀。